# Pagmanella heroica
Pagmanella heroica là một loài bướm đêm trong họ Crambidae.